# Van Halen II
Van Halen II je drugi studijski album američke hard rock grupe Van Halen koji je objavljen 1979. godine.

Velik broj skladbi bio je poznat prije izlaska prvog albuma jer su se mogle čuti na demo snimci snimljene 1975. godine i 1977. godine. Na albumu se nalazi 10 pjesama, a producent je Ted Templeman.

## Popis pjesama
Sve pjesme (osim koje su naznačene zagradama) napisali su Edward Van Halen, Alex Van Halen, Michael Anthony, i David Lee Roth.

### Strana prva
1. "You're No Good" (Clint Ballard Jr.) – 3:16
2. "Dance The Night Away" – 3:06
3. "Somebody Get Me a Doctor" – 2:52
4. "Bottoms Up!" – 3:05
5. "Outta Love Again" – 2:51

### Strana druga
1. "Light Up The Sky" – 3:13
2. "Spanish Fly (Van Halen song)" – 1:00
3. "D.O.A." – 4:09
4. "Women In Love... (Van Halen song)" – 4:08
5. "Beautiful Girls " – 3:56

## Osoblje
- David Lee Roth - vokal
- Eddie Van Halen - gitara
- Michael Anthony - bas-gitara
- Alex Van Halen - bubnjevi

### Singlovi
| Godina | Singl                  | Top lista         | Mjesto |
| ------ | ---------------------- | ----------------- | ------ |
| 1979   | "Dance the Night Away" | Billboard Hot 100 | 15     |
| 1979   | "Beautiful Girls"      | Billboard Hot 100 | 84     |